# Propotamochoerus
Propotamochoerus — вимерлий рід свиноподібних тварин, що жили з міоцену до пліоцену в Алжирі, Індії, Молдові, Китаї, Росії, Україні, Грузії, Греції, Угорщині, М'янмі, Таїланді, Тунісі та Пакистані.